# Huta Kuflewska
Huta Kuflewska (prononciation : [ˈxuta kuˈflɛfska]) est un village polonais de la gmina de Cegłów dans le powiat de Mińsk de la voïvodie de Mazovie dans le centre-est de la Pologne.
Il se situe à environ 18 kilomètres au sud-est de Mińsk Mazowiecki (siège du powiat) et à 55 kilomètres à l'est de Varsovie (capitale de la Pologne).

## Histoire
De 1975 à 1998, le village appartenait administrativement à la voïvodie de Siedlce.